# Крис (ромски суд)
Крис је традиционални суд за решавање сукоба у култури влашког огранка ромског народа. Израз потиче из грчког језика, „κριση“ (пресуда). То је кључна институција за спровођење ромског законика у оквиру Романипена. Развио се на подручју данашње Румуније, за време ропства, као правосудна институција локалних Рома, у циљу јачања кохезије заједнице и њене унутрашње равнотеже. После укидања, од половине 19. века надаље, многи влашки Роми емигрирали су у остатак света, носећи са собом крис као део своје културе. Више или мање формални поступци постоје и међу осталим ромским огранцима. Неки Роми који нису Власи усвојили су ову институцију, попут Дрзаре из Шведске (пореклом из Србије), у контакту са локалним Калдерашима.

## Протокол
Крис покрива питања која укључују само ромске странке, јер онима које укључују и неромске странке баве се неромске институције. У решавању ромских спорова користи се као крајње уточиште. Многа нерешена питања неформално се баве укључивањем других чланова из локалних заједница. Ово може имати облик divano, неформалног окупљања вођа кланова сукобљених страна и других локалних утицајних и уважених Рома (присуство самих страна није обавезно). Ако сматрају да је одређена нагодба могућа, то представља само препоруку. Ако се стране још увек не договоре и питање остане нерешено, крис се сазива као формални инструмент за решавање спорова.
Иако се обичаји разликују у складу са локалном традицијом, основни облик криса укључује сукобљене стране које се обраћају за жалбе krisnitorya (једнина: krisnitori, такође у другим варијантама, krisnatory, krisari, krisatore), поштованим Ромима именованим за комуналне акламације који председавају крисом. Број krisnitorya је непаран, обично између пет и једанаест. Остали чланови групе који нису директно умешани у сукоб могу учествовати изношењем сопствених изјава о природи сукоба или о карактеру укључених страна. Раније су само ожењени мушкарци смели да расправљају о случају или изводе доказе на крису, при чему су интересе жена и неожењених мушкараца представљали њихови ожењени рођаци. Међутим, у модерној ери је чешће да удате жене активно учествују у крису као једна од сукобљених страна или као сведок. У неким областима, на пример у Сједињеним Америчким Државама, жене су почеле да служе као krisnitori. Расправе се воде само на ромском језику, са правним регистром, који се иначе не користе у свакодневном говору. Да би се постигла истинитост комуникације, полажу се разне заклетве у име предака.
Пресуде криса створене су да одрже интегритет ромске заједнице и подрже Романипен. Њени поступци усмерени су на јачање kintala (равнотеже), важног појма Романипена. Узимајући у обзир да не постоји апсолутна истина и да свака странка има своју истину, krisnitorya настоје углавном да врате узајамно поштовање између укључених страна. Њихове коначне одлуке треба да размотре будућу хармонију, јер ће, према свом успеху и трајности у времену, ромска заједница размотрити да ли ће и даље бити квалификовани krisnitorya. Ако се закључи да се догодила неравнотежа и њена природа и гравитација веома отежавају успостављање помирења, тада се узимају у обзир и репарације и казне. Оне могу варирати од новчаних казни (кривци плаћају оштећеном), при чему је кривац проглашен marime (нечистим) на одређено време и протеран из заједнице. Временски период може бити одређен или док кривци не плате новчану казну или не врате претходно стање. Најекстремнија казна је да једна Ромкиња буде проглашена marime за сва времена и тиме трајно искључена из ромске заједнице. Некада је смртна казна такође била једна од могућих казни у неким ромским групама, мада веома дуго није познато да се она спроводила. Ако се све странке прогласе кривим и плате новчане казне, обично се новац даје сиромашним Ромима. Такође, казна може укључивати неплаћени рад за локалну ромску заједницу. Оштећени, такође у циљу јачања равнотеже и успостављања хармоније са кривцима, може се одрећи дела репарације на коју има право. Одлуке суда су коначне (не постоје виши ромски судови) и спроводе се моралним притиском ромске заједнице.

## Крис у неромском контексту
Неромске власти нису препознале крис, иако постоје препоруке, што подсећа на канадски приступ интеграцији судова абориџина у свој правни систем. У Румунији је у јануару 2008. око 500 krisnitorya покренуло Европски комитет ромске Krisnitorya. У Канади је ромски активиста Роналд Ли покушао да користи крис као начин промовисања већег разумевања између ромске и неромске заједнице.
У популарној култури, такође, спомиње се крис. На пример, 1997. снимљен је филм Romani kris - Cigánytörvény, који је Мађарска прогласила за најбољи филм на страном језику на додели Оскара те године. Године 2007. снимљен је документарни филм Judecătorul – O Krisnitori, о животу Марина Константина, krisnitori из Обрежа у граду Таргу Жију. Такође, крис је приказан у више епизода Shut Eye, у покушају да реши сукоб између ликова у ромским породицама.